# Elementary (série télévisée)
Pour les articles homonymes, voir Elementary et élémentaire.
Elementary ou Élémentaire au Québec est une série télévisée américaine en 154 épisodes de 42 minutes créée par Robert Doherty et diffusée entre le 27 septembre 2012 et le 15 août 2019 sur le réseau CBS aux États-Unis et en simultané sur le réseau Global au Canada. Elementary est une adaptation libre et moderne des aventures de Sherlock Holmes, d'Arthur Conan Doyle.
La série est diffusée en Suisse à partir du 24 octobre 2013 sur la RTS 1, en Belgique à compter de novembre 2013 sur RTL TVI, en France à partir du 3 janvier 2014 sur M6, et au Québec à compter du 10 février 2014 sur Séries Plus.
La série suit Holmes, un toxicomane en rétablissement et ancien consultant de Scotland Yard, alors qu’il aide le département de police de la ville de New York à résoudre ses crimes. Son indifférence vis-à-vis des procédures de la police conduit souvent à des conflits avec le capitaine Thomas Gregson (Aidan Quinn), bien que les deux hommes restent respectueux l'un de l'autre. Holmes est accompagné par la docteur Joan Watson (Lucy Liu), qui agit initialement comme sa marraine d'abstinence. Elle est une ancienne chirurgienne et a été embauchée par le père de Sherlock pour l'aider dans sa rééducation. Ils finissent par commencer à travailler ensemble sur ses cas et elle devient l'apprentie puis la partenaire de Holmes. La série présente également le conflit entre Holmes et son ennemi juré, Jamie Moriarty (Natalie Dormer). Les autres rôles secondaires incluent Jon Michael Hill (le détective Marcus Bell), Rhys Ifans (le frère de Sherlock, Mycroft Holmes) et John Noble (le père de Sherlock, Morland Holmes).
Avant la création de la série, celle-ci avait fait l’objet de certaines critiques étant donné qu’elle suivait de près l’adaptation moderne de la BBC Sherlock. Après la première, elle a été renouvelée pour une saison complète, et deux épisodes supplémentaires ont été adjoints. Le premier épisode de la saison 2 a été en partie filmé à Londres. Depuis lors, la série a été bien accueillie par les critiques, qui ont loué le jeu des acteurs, l'écriture, l'approche originale du matériau de base et la modernité détaillée tout au long de l'adaptation basée à New York, jusqu'à la taille du brownstone (pierre des immeubles) initialement vue dans la série.

## Synopsis
Le célèbre détective venu de Londres où il était consultant pour Scotland Yard, Sherlock Holmes, habite désormais New York, dans une résidence type brownstone à Brooklyn. Tout juste sorti d'une cure de désintoxication, à la demande de son père richissime, avec lequel il est en conflit, Sherlock est contraint de cohabiter avec Dr Joan Watson, ancienne chirurgienne reconvertie en compagnon de sobriété, engagée par le père de Sherlock. Les capacités d'observation et de déduction phénoménales de Holmes, alliées aux excellentes compétences médicales de Watson, sont mises au service du NYPD, chargé d'enquêter sur des crimes apparemment insolubles.

## Distribution

### Acteurs principaux
- Jonny Lee Miller (VF : Guillaume Lebon) : Sherlock Holmes
- Lucy Liu (VF : Laëtitia Godès) : Dr Joan Watson
- Jon Michael Hill (VF : Namakan Koné) : l'inspecteur Marcus Bell

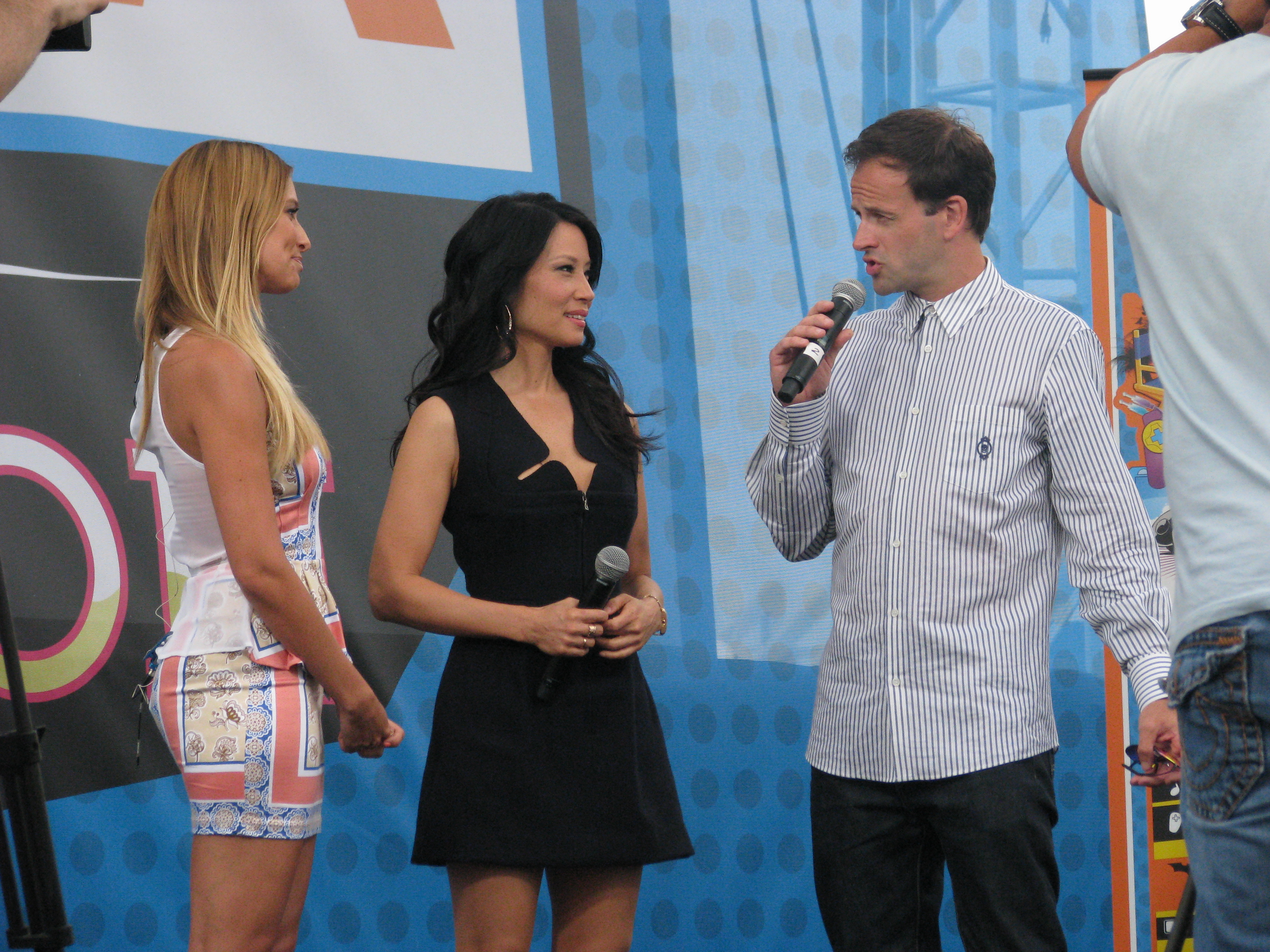
Les acteurs principaux, Jonny Lee Miller et Lucy Liu, au Comic-Con de San Diego 2012.

- Aidan Quinn (VF : Michel Dodane) : le capitaine Thomas Gregson

Anciens acteurs principaux
- Nelsan Ellis (VF : Daniel Lobé) : Shinwell Johnson (saison 5)
- Ophelia Lovibond (VF : Maïa Michaud) : Kitty Winter, protégée de Sherlock Holmes (principale saison 3, invitée saisons 5 et 7)

### Acteurs récurrents

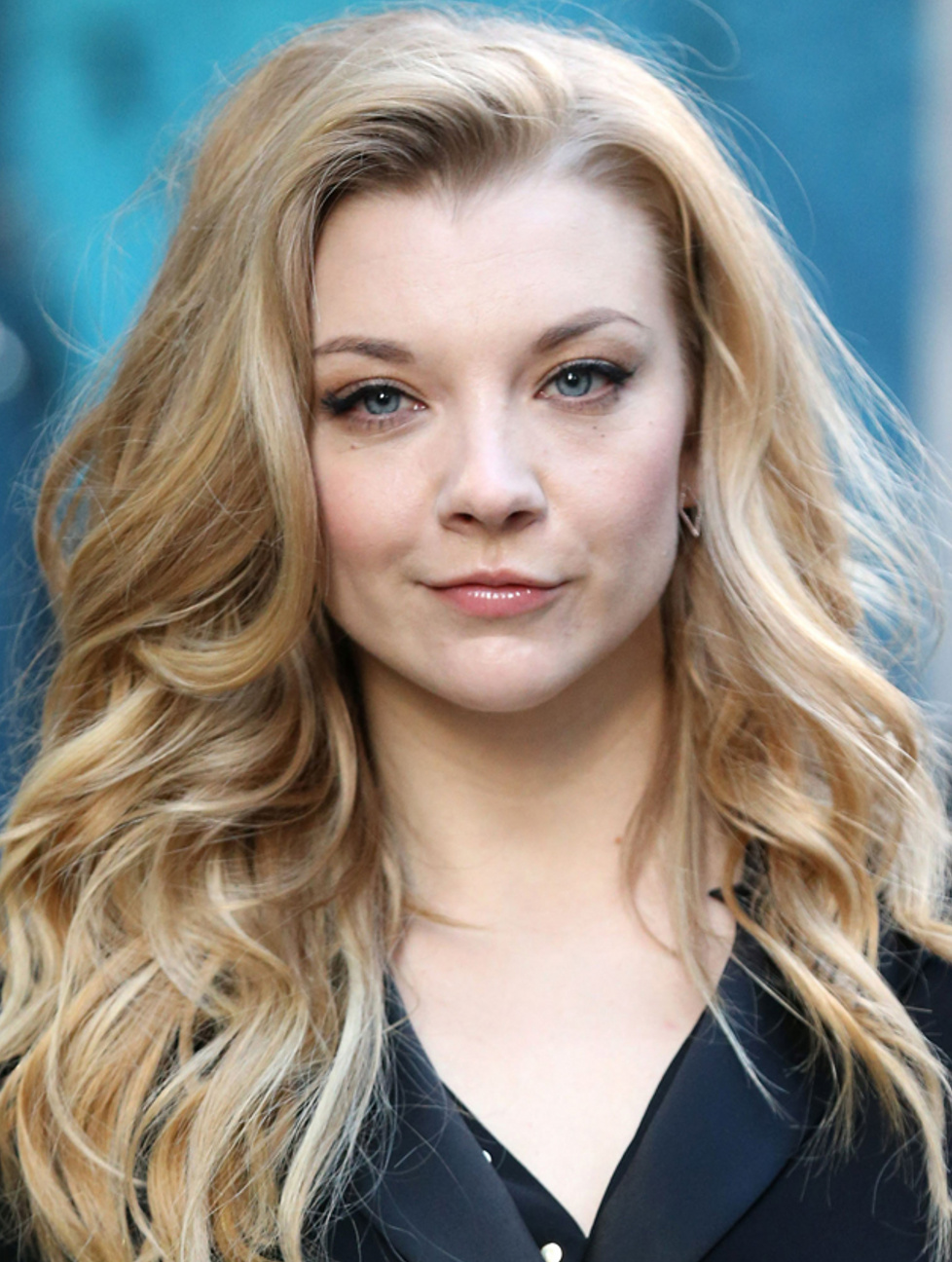
Natalie Dormer interprète le rôle d'Irène Adler alias Jamie Moriarty dans la série télévisée Elementary.

- Ato Essandoh (VF : Jean-Baptiste Anoumon) : Alfredo Llamosa (saisons 1 à 4 et 6)
- Susan Pourfar (VF : Gaëlle Marie) : Emily Hankins (saison 1)
- Linda Emond (VF : Hélène Otternaud) : Dr Candace Reed (saison 1)
- Candis Cayne : Ms Hudson (saisons 1, 2 et 3)
- Natalie Dormer (VF : Sandra Valentin) : Irène Adler / Jamie Moriarty, ex petite amie de Sherlock Holmes (saisons 1 et 2, voix dans saison 3)
- Rhys Ifans (VF : Michel Ferre) : Mycroft Holmes, le frère de Sherlock Holmes (saison 2)
- Sean Pertwee (VF : Patrick Poivey) : Gareth Lestrade (saison 2)
- Betty Gilpin (VF :  Philippa Roche) : Fiona Helbron (saison 4)
- John Noble (VF : Patrick Messe) : Morland Holmes, le père de Sherlock (saison 4, invité saisons 6 et 7)
- Tim Guinee :  agent de la NSA Dean McNally (saisons 2, 4 et 7)
- Desmond Harrington : Michael Rowan (saison 6)
- James Frain : Odin Reichenbach (saison 7)

### Acteurs invités
- Olivia d'Abo : Nigella Mason (saison 2, épisode 7)
- Jane Alexander : C. (saison 2, épisode 14 et saison 5, épisode 2)
- Bruce Altman : Dr. Jonathan Fleming (saison 2, épisode 19)
- Happy Anderson : Nick Farris (saison 4, épisode 12)
- Becky Ann Baker : Pam (saison 1, épisode 19)
- Dylan Baker : Armand Venetto (saison 6, épisode 10)
- David Alan Basche : Warren Clift (saison 4, épisode 8)
- Noelle Beck : Peri Delancey (saison 2, épisode 4)
- Craig Bierko : Jim Fowkes (saison 1, épisode 4)
- Susan Blommaert : Dr. Xanthopoulos (saison 5, épisode 9)
- Jeremy Bobb : Gary Burke (saison 4, épisode 2)
- Stephen Bogardus : le père de Tim (saison 4, épisode 3)
- Dennis Boutsikaris : Gerald Lydon (saison 1, épisode 17)
- Brennan Brown : Kevin Elspeth (saison 3, épisode 1)
- Ralph Brown : Tim Sherrington (saison 2, épisodes 23 et 24)
- Cara Buono : Sarah Cushing (saison 2, épisode 17)
- Dan Butler : Denny Mulgrew (saison 6, épisode 21)
- Reg E. Cathey : Mr Clay (saison 6, épisode 4)
- Joanna Christie : May Holmes (saison 5, épisodes 23 et 24)
- Lynn Collins : Tanya Barrett (saison 2, épisode 2)
- Daniel Cosgrove : Len (saison 5, épisode 4)
- David Costabile : Danilo Gura (saison 1, épisode 5)
- Tony Curran : Joshua Vikner (saison 4, épisodes 23 et 24)
- Daniel Davis : Antoine LaGrange (saison 7, épisode 3)
- Mark Deklin : Jake Bozeman (saison 5, épisode 22)
- Reed Diamond : Joel Fitzgerald (saison 4, épisode 6)
- Kim Director : Beth Stone (saison 5, épisode 3)
- John Doman : Slessinger (saison 5, épisode 17)
- Mike Doyle : Chris Holland (saison 6, épisode 3)
- Lisa Edelstein : Heather Vanowen (saison 1, épisode 8)
- Patrick Fabian : Lars Vestergaard (saison 5, épisode 18)
- John Finn : Neil Dannon (saison 4, épisode 11)
- Jill Flint : Alysa Darvin (saison 1, épisode 19)
- Michael Gaston : Kurt Yoder (saison 2, épisode 22)
- Gina Gershon : Elana March (saison 3, épisodes 1 et 14)
- Bob Gunton : Frederick Wentz (saison 7, épisode 12)
- John Hannah : Rhys Kinlan (saison 1, épisode 15)
- John Heard : Henry Watson (saison 4, épisode 7)
- Jessica Hecht : Patricia Ennis (saison 1, épisode 14)
- Peter Hermann : inspecteur Craig Basken (saison 2, épisode 6)
- Vinnie Jones : Sebastian Moran (saison 1, épisode 12)
- Kevin Kilner : Michael Hass (saison 4, épisode 14)
- Terry Kinney : Martin Ennis (saison 1, épisode 14)
- Michael Kostroff : Perry Franklin (saison 3, épisode 22)
- Conor Leslie : Molly Parsons (saison 5, épisode 5)
- Deirdre Lovejoy : Carrie Traub (saison 5, épisode 11)
- Henri Lubatti : Marchef (saison 2, épisode 21)
- Mark Margolis : Abraham Misraki (saison 3, épisode 17)
- Elizabeth Marvel : Cassandra Walker (saison 2, épisode 10)
- Mark Moses : Oliver Purcell (saison 1, épisode 11)
- Meat Loaf : Herman Wolf (saison 5, épisode 17)
- Lili Mirojnick :  Olga Berezhnaya (saison 4, épisode 9 et saison 7, épisode 7)
- Susan Misner : Loretta Nichols (saison 3, épisode 22)
- Michael Mosley : Al Baxter (saison 4, épisode 17)
- Parminder Nagra : agent spécial Mallick (saison 6, épisode 21)
- Peter Onorati : Gio Bianchi (saison 5, épisode 12)
- Jacob Pitts : Paul Ladesma (saison 3, épisode 3)
- Richard Portnow : Eddie Eichorn (saison 4, épisode 17)
- Molly Price : Donna Kaplan (saison 1, épisode 4)
- Dallas Roberts : Dr Richard Mantlo (saison 1, épisode 1)
- William Sadler : Ian Gale (saison 2, épisode 8)
- Julian Sands : Jasper Wells (saison 6, épisode 10)
- Al Sapienza : sergent Black (saison 4, épisode 17)
- Wrenn Schmidt : Ellory (saison 6, épisode 11 et saison 7, épisode 13)
- Terry Serpico : Wallace Turk (saison 3, épisode 21)
- John Shea : Bill Wellstone (saison 4, épisode 6)
- Fisher Stevens : Marty Ward (saison 3, épisode 21)
- Skipp Sudduth : William Hull (saison 3, épisode 6 et saison 4, épisode 15)
- Emily Swallow : Bree Novacek (saison 7, épisode 7)
- Faran Tahir : Ramses Mattoo (saison 2, épisode 12)
- Lee Tergesen : Cray Filder (saison 5, épisode 1)
- Stuart Townsend : Del Gruner (saison 3, épisodes 11 et 12)
- Tamara Tunie : Lily Cooper (saison 4, épisode 10)
- David Valcin : Osweiler (saison 3, épisode 11)
- Jake Weber : Geoffrey Silver (saison 1, épisode 11)
- Christopher Evan Welch : Samuel Abbott (saison 1, épisode 3)
- Michael Weston : Oscar Rankin (saison 3, épisodes 16 et 24)
- Frank Whaley : Winston Utz (saison 5, épisode 5)
- Wade Williams : Ryan Decker (saison 5, épisode 11)
- Alicia Witt : Dana Powell (saison 3, épisode 15)
- Sarah Wynter : Beth Roney (saison 2, épisode 6)
- Owain Yeoman : Julius Kent (saison 5, épisode 4)
- Damian Young : agent spécial Breslin (saison 5, épisode 12)
- David Zayas : Juan Murillo (saison 4, épisode 1)

Version française
- Société de doublage : Libra Films[7],[8]
- Direction artistique : Catherine Le Lann[8]
- Adaptation des dialogues : Joëlle Martrenchard, Laëtitia Morfouace, François Dubuc et Lionel Deschoux[8]

 Source et légende : version française (VF) sur RS Doublage et Doublage Séries Database

## Production

### Conception
Lors de la conception de la version américaine, le 21 janvier 2012, les producteurs de la série télévisée britannique, Sherlock, diffusée sur la BBC et sur le réseau PBS aux États-Unis, ont signalé leur intention de poursuivre CBS en justice car la nouvelle version américaine ressemble beaucoup à celle britannique. Cependant, aucune poursuite n'a été effectuée contre la chaîne américaine.

### Développement
Le projet de série débute en septembre 2011. Le 17 janvier 2012, le pilote est commandé.
Le 13 mai 2012, CBS commande la série pour la saison 2012-2013 et annonce trois jours plus tard sa case horaire du jeudi à 22 h.
Le 23 octobre 2012, CBS commande neuf épisodes supplémentaires, soit un total de vingt-deux épisodes pour la première saison. Le 15 novembre, CBS commande deux épisodes supplémentaires, soit un total de vingt-quatre épisodes pour la même saison.
Le 27 mars 2013, la série est renouvelée pour une deuxième saison, composée de vingt-quatre épisodes.
Le 13 mars 2014, la série est renouvelée pour une troisième saison.
Le 11 mai 2015, la série est renouvelée pour une quatrième saison.
Le 25 mars 2016, CBS annonce la reconduction de la série pour une cinquième saison.
Le 13 mai 2017, la série est reconduite pour une sixième saison de seulement treize épisodes. Le 29 novembre, CBS annonce qu'il y aura huit épisodes supplémentaires ajoutés aux treize commandés pour la sixième saison.
Le 12 mai 2018, CBS annonce qu'elle renouvelle la série pour une septième saison à la suite de son succès à l'étranger, conférant de substantiels revenus à la chaîne. Il est confirmé en décembre qu'elle sera la dernière.

### Distribution
Les rôles sont attribués dans cet ordre : Jonny Lee Miller, Lucy Liu et Aidan Quinn. Jon Michael Hill était initialement prévu pour être récurrent et est promu régulier avant la diffusion du premier épisode.
En juin 2013, l'acteur Rhys Ifans obtient le rôle récurrent de Mycroft Holmes, frère aîné de Sherlock, dès le premier épisode de la deuxième saison.
En juillet 2013, l'acteur britannique Sean Pertwee est annoncé dans le rôle de l'inspecteur Lestrade durant la deuxième saison.
Le 3 juin 2015, John Noble décroche le rôle principal du père de Sherlock pour la quatrième saison seulement, reprenant son rôle principal dans Sleepy Hollow à l'automne. Il réapparaît dans un épisode de la sixième saison (You've Come a Long Way, Baby).
En juillet 2016, Nelsan Ellis décroche le rôle récurrent de Shinwell Johnson pour la cinquième saison.

### Tournage
La série est tournée à New York.
Le tournage de la deuxième saison débute le 8 juillet 2013 à Londres, au Royaume-Uni.

### Relation avec la sérieSherlockde la BBC
Sherlock est une relecture contemporaine de l’histoire de Sherlock Holmes, diffusée au Royaume-Uni à partir de juillet 2010 et aux États-Unis à compter d’octobre de la même année. La série britannique est ensuite vendue dans près de deux cents pays. En janvier 2012, peu après l'annonce par CBS de la commande du pilote pour Elementary, la productrice de Sherlock, Sue Vertue, déclare au journal The Independent, « nous comprenons que CBS est en train de créer sa propre version d'un Sherlock Holmes mis à jour. C'est intéressant, car ils nous ont approchés pendant un moment. À l’époque, ils ont donné de grandes assurances quant à leur intégrité, nous devons donc supposer que leur Sherlock Holmes modernisé ne ressemble en rien au nôtre, ce qui serait extrêmement inquiétant. » Le mois suivant, Vertue déclare : « Nous avons été en contact avec CBS et nous les avons informés que nous examinerions de très près le pilote déjà terminé pour détecter toute violation de nos droits. »
CBS fait ensuite une déclaration à ce sujet : « Notre projet est une interprétation contemporaine de Sherlock Holmes qui sera basée sur Holmes, Watson et d’autres personnages du domaine public, ainsi que sur des personnages originaux. Nous respectons bien entendu toutes les lois sur les droits d'auteur et n'empiéterons sur aucune histoire ou œuvre pouvant encore être protégée. »
En juillet 2012, le créateur d’Elementary, Robert Doherty, aborde les comparaisons entre Sherlock et Elementary, soulignant qu'une tradition de modernisation concernant Sherlock Holmes remontait aux films avec Basil Rathbone dans les années 1940, et qu'il ne pense pas qu'Elementary prenne quoi que ce soit à la série britannique Sherlock, qu'il a par ailleurs décrite comme une « série brillante » après avoir regardé sa première saison. Plusieurs mois après, l'actrice Lucy Liu confirme que les producteurs de Sherlock ont vu le pilote d'Elementary et « constaté à quel point il était différent du leur », et qu’ils l’ont « maintenant accepté ».

### Similitudes entre les romans et la série
Comme dans les romans d'Arthur Conan Doyle, Sherlock Holmes est apiculteur amateur et possède une ruche sur le toit de son immeuble.
Sherlock Holmes est violoniste et, bien qu'il tente de brûler son violon lors de l'un des premiers épisodes, il en joue à nouveau à la fin de ce même épisode.
Le premier épisode de la deuxième saison et le dernier épisode de la sixième saison montrent le mythique 221B Baker Street, immeuble où se trouve l'appartement de Sherlock à Londres.
Par ailleurs, chez Conan Doyle, Sherlock Holmes prend des drogues,, habituellement de la cocaïne, plus rarement de l'héroïne ou de la morphine, afin de stimuler son cerveau et pour ne pas tomber dans l'oisiveté. Dans Elementary, ce sont les problèmes de drogue qui en partie amènent le détective à déménager.

## Fiche technique
- Titre original et français : Elementary
- Titre québécois : Élémentaire
- Créateur : John Polson et Guy Ferland
- Réalisation : Michael Cuesta, Craig Sweeny, Jason Tracey et Jeffrey Paul King
- Scénario : multiples auteurs, d’après l’œuvre d’Arthur Conan Doyle
- Direction artistique : Clay Brown et Jordan Jacobs
- Décors : Carrie Stewart et Susan Ogu
- Costumes : Rebecca Hofherr et Marina Draghici
- Photographie : Ron Fortunato, Roy H. Wagner, Mauricio Rubinstein, Peter Reniers et Nelson Cragg
- Montage : Sondra Watanabe, Victor Du Bois, Gerald Valdez, Bill Zabala, Jeff Vacirca et Joe Hobeck
- Musique : Sean Callery, Zoë Keating
- Casting : Mark Saks
- Production : David Chambers, Mark Hagerman, Santiago Quinones
  - Production exécutive : Robert Doherty, Sarah Timberman, Carl Beverly, Michael Cuesta
- Sociétés de production : CBS Television Studios et Timberman - Beverly Productions
- Sociétés de distribution (Télévision) :
  - CBS (États-Unis)
  - Global TV (Canada)
  - Sky Living (Royaume-Uni)
- Pays d'origine :  États-Unis
- Langue originale : anglais
- Format : couleur - 35 mm - 1,78:1 - son Dolby Digital
- Genre : crime, drame, mystère
- Durée : 42 minutes
- Dates de diffusion :
  -  États-Unis : 27 septembre 2012
  -  Canada : 27 septembre 2012
  -  Royaume-Uni : 23 octobre 2012
  -  Allemagne : 10 janvier 2013
  -  Belgique : 20 janvier 2013
  -  France : 3 janvier 2014

## Épisodes

### Première saison (2012-2013)
La première saison, composée de vingt-quatre épisodes, marque la rencontre entre Joan Watson, ancienne chirurgienne reconvertie dans l'aide aux personnes dépendantes et Sherlock Holmes, détective consultant britannique installé à New York qui devra affronter à nouveau d'anciens ennemis.

### Deuxième saison (2013-2014)
Cette saison comprend vingt-quatre épisodes et est diffusée du 26 septembre 2013 au 15 mai 2014 sur CBS, aux États-Unis.

### Troisième saison (2014-2015)
Cette saison de vingt-quatre épisodes est diffusée du 30 octobre 2014 au 14 mai 2015 aux États-Unis. 

### Quatrième saison (2015-2016)
Cette saison se compose de 24 épisodes et est diffusée du 5 novembre 2015 au 8 mai 2016 sur CBS, aux États-Unis.

### Cinquième saison (2016-2017)
Cette saison de 24 épisodes est diffusée du 2 octobre 2016 au 21 mai 2017 sur CBS aux États-Unis.

### Sixième saison (2018)
Cette saison de 21 épisodes est diffusée à partir du 30 avril 2018 aux États-Unis.

### Septième saison (2019)
Note : Pour les informations de renouvellement voir la section Production.
Cette dernière saison de treize épisodes est diffusée à partir du 23 mai 2019 aux États-Unis.

## Univers de la série

### Les personnages

#### Personnages principaux
Sherlock Holmes
Sherlock Holmes était consultant pour Scotland Yard à Londres. À la suite d'une affaire l'affectant personnellement, la mort de sa petite amie Irene Adler, il sombre totalement dans la drogue et finit par partir, sur ordre de son richissime père, s'installer à New York. Redevenu sobre après une cure de désintoxication, il redevient consultant pour la police de New York. Il est doté d'une intelligence et d'un sens de la déduction hors norme qui lui permettent de résoudre des enquêtes là où les autres échouent. Il n'agit qu'en fonction de la logique et de la réflexion, mais se laisse parfois « entraîner au bord de la folie ». Sherlock est apiculteur amateur et possède une ruche sur le toit de son immeuble. Lors d'une enquête, un homme d'affaires très riche qui souhaite l'engager tente de l'amadouer en lui offrant une abeille reine particulièrement rare. Sherlock joue du violon. Il pratique un sport de combat original, la « canne » ou bâton de combat, s'entraînant régulièrement sur un mannequin. Il arbore plusieurs tatouages qu'il semble s'être faits lui-même pour la plupart (il les « restaure » lors d'un épisode). Il a très peu de contacts avec sa famille, son frère Mycroft et son père Morland.
Joan Watson
Ancienne chirurgienne, elle met fin à sa carrière à la suite du décès d'un de ses patients au cours d'une opération. Elle gagne sa vie en tant que « compagnon de sobriété » en aidant provisoirement des toxicomanes à sortir de leur dépendance ou à ne pas rechuter. Elle est engagée par le père de Sherlock pour être son compagnon de sobriété et vit chez lui pour le surveiller. Elle est fascinée par ce que fait Sherlock et l'aide dans les enquêtes grâce à ses connaissances. Au contact de Sherlock, elle acquiert elle-même un meilleur sens de l'observation et de la déduction et quitte son poste d'accompagnante pour se consacrer à sa formation de détective. Même s'il ne le montre que très rarement, Sherlock apprécie Joan et elle est une des rares personnes à qui il se confie. Joan a des relations complexes avec son père et des relations tendues avec sa mère qui aimerait la voir mariée. Elle est proche de Lin Wen, sa demi-sœur.
Marcus Bell
Inspecteur de la police de New York, c'est lui qui dirige les enquêtes. La plupart du temps, Holmes étant parvenu à une conclusion, il prend plaisir à l'interrompre lors des interrogatoires ou d'une enquête. Bell n'apprécie pas trop Holmes et lui rappelle souvent qu'il n'a qu'un statut de consultant. En dépit de périodes où leurs affrontements peuvent devenir très tendus, Bell et Holmes forment une équipe bien huilée qui mène rondement ses investigations. Homme intelligent, Bell apprend beaucoup au contact de Sherlock et retient bien ses leçons.
Thomas Gregson
Capitaine de la police de New York, c'est lui qui fait appel à Sherlock pour les enquêtes. Gregson et Holmes se sont rencontrés auparavant à Londres lors d'un échange entre les forces de police britanniques et américaines. Bien que parfois agacé par son comportement, il est conscient de la valeur de Sherlock pour les enquêtes. De son côté, même si Holmes n'agit que pour son compte, il semble avoir un certain respect pour Gregson.
Kitty Winter
Nouvelle partenaire de Sherlock Holmes (pendant la première moitié de la 3e saison) à la suite du déménagement de Joan Watson. Britannique comme Holmes, il l'a prise comme apprentie et l'a amenée à New York pour l'aider à se reconstruire après son viol.
Irene Adler
Irene Adler était la petite amie de Sherlock Holmes avant son départ pour les États-Unis. Elle aimait peindre des tableaux, produisait des faux et collectionnait les vrais (échange vrai / faux). Elle a disparu, assassinée par un certain Sebastian Moran qui signait ses crimes d'un M (Holmes a trouvé une mare de sang chez elle).
M / Moriarty
Commanditaire de plusieurs meurtres à Londres et à New York, elle (Irène) est elle-même l'instigateur du meurtre qui a affecté Sherlock. Peu de choses la concernant sont connues. C'est une personne méticuleuse et fortunée mais ses motivations restent un mystère car elle semble impossible à trouver. Elle voit Sherlock comme un brillant adversaire et tente de le déstabiliser ou de le manipuler. Mais Holmes, au cours d'une vraie chasse à l'homme, découvre la terrible vérité : Irene Adler, sa petite amie qu'il croyait morte, est en fait Moriarty. Watson parvient à lui tendre un piège et Moriarty est arrêtée par Gregson.

## Accueil

### Audiences

#### Aux États-Unis
La meilleure audience obtenue de la série est détenue par l'épisode 14 de la première saison (The Deductionist), diffusé le 3 février 2013, qui a rassemblé 20,8 millions de téléspectateurs, soit le double de l'audience habituelle. Cet épisode a été diffusé juste après le Super Bowl XLVII.
La plus mauvaise audience obtenue par la série, à ce jour, est détenue par l'épisode (Bits and Pieces) de la sixième saison, diffusé le 28 mai 2018, qui n'a réuni que 3,94 millions de téléspectateurs, alors que se déroule sur NBC, une des chaînes concurrentes, le premier match du championnat de hockey sur glace pour l'obtention de la Coupe Stanley. C'est également la première fois que l'audience de la série passe sous la barre des 4,00 millions de téléspectateurs.

#### Dans les pays francophones
En France, les quatre premiers épisodes diffusés le vendredi 3 janvier 2014 sur M6 ont réuni en moyenne 4,3 millions de téléspectateurs, soit 20 % de part du marché. C'est un record pour un lancement de série sur la chaîne depuis 2007,,.

### Accueil critique
La première saison a été accueillie par des critiques positives de la part des critiques, qui ont souligné la nouvelle approche de la série en matière de contenu source, la qualité de l'écriture, ainsi que les performances et la chimie trouvées entre ses deux acteurs principaux. La saison 1 détient un taux d'approbation de 85% sur le site d'examen global Rotten Tomatoes, sur la base de 62 avis, avec un score moyen de 7.69 / 10. Le consensus sur le site se lit comme suit : "Cela ne plaira peut-être pas aux puristes, mais Elementary apporte une nouvelle tournure à Sherlock Holmes, et Jonny Lee Miller se démarque dans le rôle principal." avis, indiquant "avis généralement favorables". Phelim O'Neill de Guardian a estimé que "Jonny Lee Miller et Lucy Liu en faisaient un double acte face à Sherlock" et a indiqué que "le rythme est parfait et les détails clairs : les téléspectateurs peuvent suivre l'enquête et se sentir impliqués, pas quelque chose que chaque série d'investigation réalise ". Lori Rackl, du Chicago Sun-Times, a attribué au pilote 3 étoiles sur 4 et a déclaré : "Même si la dernière interprétation ne correspond pas à l'importation britannique, elle reste plus divertissante que la procédure habituelle de CBS." Hank Stuever de The Washington Post lui a décerné un B + et a estimé que l'émission "fait preuve de beaucoup d'esprit élégant et cherche à se distinguer rapidement de la dernière série britannique Sherlock ".
La deuxième saison a reçu des critiques tout aussi positives. Elle a obtenu un taux d'approbation de 100% sur Rotten Tomatoes basé sur 17 avis, avec un score moyen de 8.29 / 10. Le consensus du site se lit comme suit: "Avec l'introduction de Mycroft et de Lestrade, Elementary s'étend avec succès au canon de Sherlock Holmes dans la saison 2 ". Plusieurs critiques ont félicité Rhys Ifans pour son interprétation de Mycroft Holmes, avec Myles McNutt de The A.V. club qualifie son choix de casting d'"inspiré" et le félicite de sa capacité à correspondre à "l'amertume" de Miller et félicite le premier épisode dans son ensemble, trouver des failles dans l'arc global. Noel Kirkpatrick de TV.com a également fait l'éloge de Ifans, affirmant qu'il avait "très finement" joué le rôle. L'épisode "The Diabolical Kind" a également suscité de nombreuses éloges, nombre d'entre eux soulignant la profondeur émotionnelle et la performance de Natalie Dormer dans le rôle de Moriarty. McNutt a qualifié la présence de Moriarty à la fois dans l'épisode et dans la série dans son ensemble de "dominante rafraîchissante" et a également fait l'éloge de la narration et du dialogue, en distinguant plusieurs éléments d'humour plein d'esprit dans l'épisode. Kirkpatrick affirme que Dormer jouait le rôle de Moriarty et disait qu'il y avait de "bonnes choses" en elle. Kirkpatrick a également apprécié la saison dans son ensemble pour le développement du personnage de Holmes, ainsi que pour la performance de la distribution.
La troisième saison poursuit la tendance de Elementary à une réaction critique positive. Elle détient une cote d'approbation de 100% sur Rotten tomatoes basée sur 14 avis, avec un score moyen de 8.32/10. Le consensus du site se lit comme suit : "La troisième saison de Elementary s'appuie sur l'éloignement entre Sherlock et Joan pour explorer davantage les deux personnages, prouvant que les créations de Sir Arthur Conan Doyle ont encore de la place pour se développer". IGN a fait l’éloge de l’évolution de Watson en tant que personnage de la série et a déclaré : "Tandis que les autres incarnations de Holmes / Watson se concentrent sur le fait que Watson soit un ami, un médecin et un substitut, Elementary a élevé le personnage en quelqu'un de plus ambitieux. Ophelia Lovibond a été particulièrement félicitée pour sa performance en tant que protégée Kitty Winter de Sherlock. Les critiques ont estimé qu'elle était une addition bienvenue à la distribution. L'épisode "The One Got Got Away" a été salué par la critique pour sa résolution de l'histoire de Kitty, ainsi que pour les performances de Miller et de Lovibond. La finale de la saison 3 a reçu des critiques positives. Matt Fowler, d’IGN, a déclaré lors de la finale de la saison : "A Controlled Descent", un 8.3 / 10 disant que "Le coup de poing de Sherlock cédant à la fois à sa colère et à sa soif d'héroïne était un moyen brûlant de nous faire sortir de la saison 3".
La quatrième saison, comme les saisons précédentes, a suscité une réaction critique positive. Il détient une cote d'approbation de 100% sur Rotten Tomatoes basée sur 15 commentaires, avec un score moyen de 7.45/10. Matt Fowler d'IGN, a attribué le premier épisode de la saison 4 "The Past is Parent" à 7.3/10. Il a fait l'éloge de l'approfondissement de l'amitié entre Joan et Sherlock et la performance de John Noble en tant que père de Sherlock, tout en critiquant le fait que l'épisode ne profite pas de la crise de la finale de la saison 3, affirmant que « s'il n'y avait rien de mauvais en soi dans The Past is Parent, il n'a tout simplement pas réussi à profiter de l'élan de la saison dernière ».